# Sanjoy K. Mitter
Sanjoy Kumar Mitter, né à Calcutta le 9 décembre 1933 et mort le 26 juin 2023, est un ingénieur indien. Il est professeur au Département de génie électrique et d'informatique, au Massachusetts Institute of Technology.

## Biographie
Il a enseigné à la Université Case Western Reserve (Cleveland - Ohio), de 1965 à 1969 et il s'est joint au MIT en 1969. Ses recherches sont sur les systèmes, le contrôle et la communication.

### Publications (sélection)
- (en) Alain Bensoussan, Giuseppe Da Prato, Michel Delfour et Sanjoy K. Mitter, Representation and control of infinite dimensional systems, Boston, Birkhäuser, 2007, XXVI-575 p. (ISBN 9780817644611).
- (en) Zhenyu Liu, Andrea Conti, Sanjoy K. Mitter et Moe Z. Win, « Networked Filtering with Feedback for Continuous-Time Observations », dans American Control Conference, ACC 2022, Atlanta, 2022 (ISBN 978-1-6654-5196-3), p. 2962-2969.
- (en) Le Xie, Tong Huang, Panganamala Ramana Kumar, Anupam A. Thatte et Sanjoy K. Mitter, « On an Information and Control Architecture for Future Electric Energy System », Proceedings of the IEEE, vol. 110,‎ 2022, p. 1940-1962.

## Distinctions et récompenses
Il a été élu: 

en 1988 - Membre de l'Académie nationale d'ingénierie des États-Unis "pour ses contributions exceptionnelles à la théorie et les applications de contrôle automatique et le filtrage non linéaire". 

Il a remporté les prix: 

- Membre de l'Istituto Veneto di Scienze, Lettere ed Arti. 

en 2000 - IEEE Control Systems Award. 

en 2007 - Richard E. Bellman Control Heritage Award de l'American Automatic Control Council. 